# Symbolic
Symbolic – szósty album studyjny amerykańskiej grupy deathmetalowej Death. Wydawnictwo ukazało się 21 marca 1995 roku nakładem wytwórni muzycznej Roadrunner Records. Płyta została zremasterowana i ponownie wydana 1 kwietnia 2008 roku z pięcioma dodatkowymi utworami.

## Lista utworów
Opracowano na podstawie materiału źródłowego.
1. "Symbolic" (muz. i sł. Schuldiner) – 6:33
2. "Zero Tolerance" (muz. i sł. Schuldiner) – 4:48
3. "Empty Words" (muz. i sł. Schuldiner) – 6:22
4. "Sacred Serenity" (muz. i sł. Schuldiner) – 4:27
5. "1,000 Eyes" (muz. i sł. Schuldiner) – 4:28
6. "Without Judgement" (muz. i sł. Schuldiner) – 5:28
7. "Crystal Mountain" (muz. i sł. Schuldiner) – 5:07
8. "Misanthrope" (muz. i sł. Schuldiner) – 5:03
9. "Perennial Quest" (muz. i sł. Schuldiner) – 8:21

bonus na wersji remasterowanej (2008)
1. "Symbolic Acts"" (demo "Symbolic" bez wokalu) – 5:55
2. "Zero Tolerance"(instrumentalne demo) – 4:10
3. "Crystal Mountain"(instrumentalne demo) – 4:24
4. "Misanthrope"(instrumentalne demo) – 5:40
5. "Symbolic Acts" (muz. i sł. Schuldiner) – 5:55

## Twórcy
Opracowano na podstawie materiału źródłowego.

- Chuck Schuldiner – wokal, gitara rytmiczna, gitara prowadząca, produkcja muzyczna
- Bobby Koelble – gitara rytmiczna, gitara prowadząca
- Gene Hoglan – perkusja
- Kelly Conlon – gitara basowa (utwory 1-9)
- Steve DiGiorgio – gitara basowa bezprogowa (utwory 10-13)
- George Marino – mastering, remastering
- Jim Morris – produkcja muzyczna, inżynieria dźwięku, miksowanie
- Patricia Mooney – projekt
- Rene Miville – okładka